# Мита Поповић
Димитрије „Мита“ Поповић (Баја, 3. јул 1841 — Будимпешта, 8. јун 1888) био је адвокат и српски песник из Угарске.

## Биографија
Рођен је у 3. јула 1841. године у Баји у веома сиромашној породици Наума и Јулијане Поповић, рођене Кресојевић. Мита Поповић је имао браћу Ђену и Јоцу, те сестру Милицу. У школу је пошао са навршених 5 година, а 1851. ступио је у латинске школе. Међутим, 1852. године напрасно му је умро отац Наум, па је породица постала још сиромашнија. Поповић је био одличан ученик. Мајка је желела да Мита постане калуђер, па га је послала у Сремске Карловце. Међутим, незадовољан стеченим искуствима Мита Поповић се 1855. године вратио у Бају да заврши гимназију. Матурирао је 1861. године и по препоруци његовог професора Јожефа Калмара (мађ. Kalmár József) и по препоруци директора бајске гимназије и главног судије града Баје, одмах је успео да упише права у Пешти. Био је члан "Преоднице" и питомац Текелијанума. Државни испит је положио одличним успехом 1863, а следеће године га је испитна комисија предложила да ради у суду. Године 1869. стекао је звање меничног адвоката. Радио је у магистрату у Баји као велики бележник до 1872. године. Затим се 1871. године оженио са Милом Савић. Године 1877. када су Мађари славили због турске победе над Русима Мита Поповић као Србин није желео да учествује у том слављу, па је изненада био присиљен да напусти Бају. Желео је да оде у Нови Сад, али се 1878. преселио у Сомбор. У Сомбору се бавио адвокатуром, и ту је живео до своје душевне болести 1886. године. Од 1886. године је боравио у душевној болници у Будимпешти. Одржавао је пријатељске везе са угледним Србима онога доба у Угарској: Светозаром Милетићем, Јованом Јовановићем Змајем, Лазом Костићем. Посебно су му били блиски Стеван В. Поповић, Јован Пачу, Ника Грујић Огњан и други. Умро је у Заводу за умоболне у Будимпешти 1888. године.

## Песничка делатност
Мита Поповић у својој младости није или је веома слабо говорио српски. Песме је почео писати на мађарском језику и био је веома цењен због тога. Писао је под утицајем мађарских романтичара Шандора Петефија (мађ. Petőfi Sándor), Јаноша Арања (мађ. Arany János) и Михаља Верешмартија (мађ. Vörösmarty Mihály). Његова балада под насловом "Копањ", објављена је у мађарском листу "Верешмарти албум". Српски је почео да учи од 1862. године, а веома му је користило то што је био кућни васпитач деце у имућној породици Јанковић. Исте године испевао је своју прву песму на српском Ој поточе, ој поточе мали. Ову песму је објавио новосадски часопис Даница. По карактеру био је преосетљив, често депресиван, са црним мислима и тугом.
Поповић је писао у романтичном маниру и његове песме су своједобно биле веома популарне, па су на њих многи композитори компоновали мелодију (Јован Пачу, Аксентије Максимовић, Мита Топаловић, Драгутин Блажек итд).
Ушао је у књигу Знаменити Срби 19. века Андре Гавриловића. Његове песме штампали су сви значајни српски листови Даница, Летопис Матице српске, Голуб, Преодница, Стражилово и Јавор. Најпознатије песме Мите Поповића су О Видову-дну (Сабљо моја димишћијо), Под липом, Напред!, Направићу шајку, У гори, Шалајдалајданом и Гусле моје јаворове.
Новији научни радови оспоравају оштру критику Јована Скерлића и Јована Деретића о вредности Поповићеве поезије.

## Дела

### Збирке песама
- Одабране песме (1874, Панчево)- разне песме
- Пред васкрс (1877, Нови Сад) - збирка бојних песама
- Светли дани српски (1878, Нови Сад)- епске песме
- Песме (1884, Земун)- најбогатија и најразноврснија збирка

### Епски спев
- Краљевић Марко

### Приповетке
- Нерона
- Ибрахима
- Вартоломејска ноћ
- Семирамида

### Драме
- Крвави престо
- Стеван последњи краљ босански
- Цар Јован
- Силом песник - рукопис
- Градиња и син му Немања - рукопис
- Наши сељани - позоришна игра

### Преводилачки рад
Мита Поповић је преводио са мађарског Шандора Петефија, Јаноша Арања и Михаља Верешмартија. Преводио је осим тога Бајрона, Пушкина, Де Мисеа и Игоа.